# King's Road
La King's Road è una delle strade principali di Londra. Attraversa il quartiere di Chelsea sino alla Sloane Square.
Da sempre via di collegamento dal suo quartiere periferico a Westminster, la King's Road ha assunto maggiore importanza con l'espansione urbanistica della città e negli anni sessanta è divenuta uno dei maggiori centri della moda. Qui la stilista Mary Quant, che possedeva un negozietto di abbigliamento, creò la minigonna e sempre presso questa strada oggi risiedono le più famose firme stilistiche e grandi "stores" della moda. In questa strada, in un negozio di elettronica, s'incontrarono Neil Tennant e Chris Lowe da cui nacquero i Pet Shop Boys.